# أم جر
المنطقة: جزيرة أم جر
الموقع: علي خاصرة النيل الأبيض
عدد القري: 24 قرية متألفة
السكان: 45900 الف ويزيدون

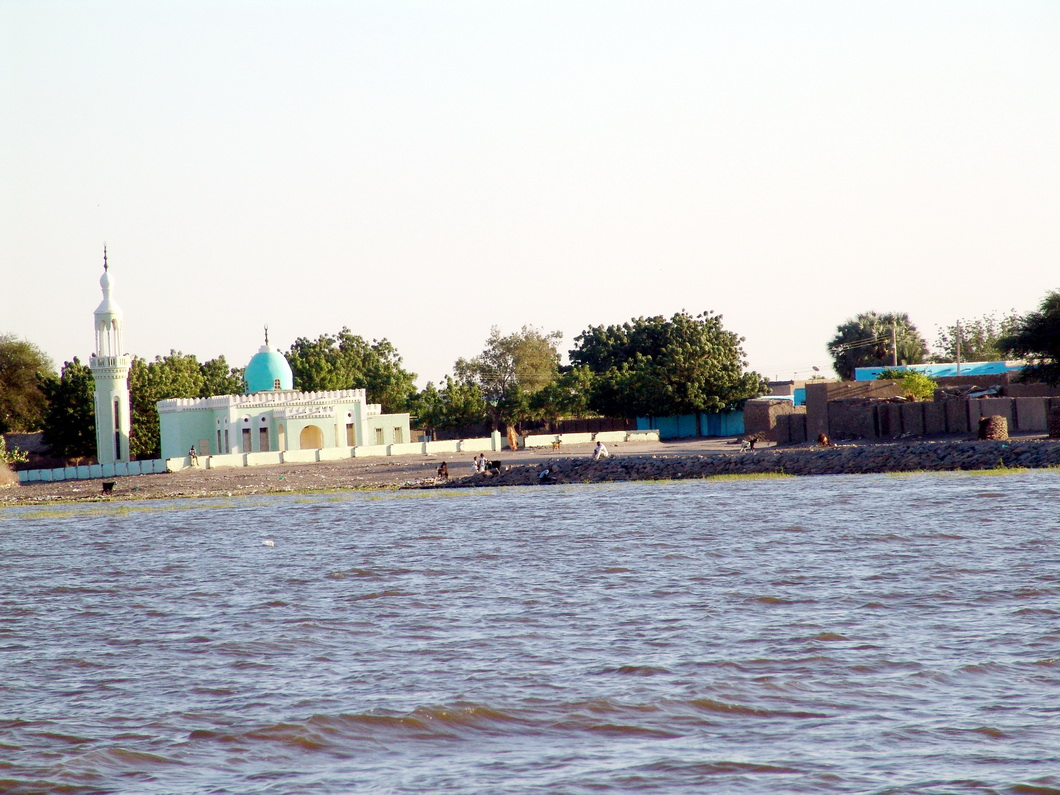
مسجد أم جر

تقع جزيزة أم جر في ولاية النيل الأبيض على بعد 30 كلم تقريباً جنوب الدويم واكثر من 70 كلم شمال ربك وكوستي. تضم جزيرة أم جر 24 قرية وهي
ام جر / عويوة/ الدبيبة
كتير بله/ كتير الصالحاب/ الحسناب
الجميلية/ القويز/ الدقيناب
الكريدة/ الضقالة/ ابو شوك
مني/ مزدلفة/ عرفة/
حلة سعيد/ الصباحي/ حلة الجاك
دردق/ بوجو/ حلة عجيب
مبروكة/ ايد الويكة/ نواره
تبلغ مساحتها تقريباً 500 كلمتر² وعدد سكانها حسب تعداد 2009–45900 الف نسمة ويزيدون وهي بذلك تعتبر ثاني اكبر جزيرة في السودان من حيث المساحة والثانية من حيث السكان بعد جزيرة توتي، مزروعة في خاصرة النيل الابيض . يحفها النيل من كل الاتجهات فمن الشرق المجرى الرئيسي للنيل الابيض حيث توجد معدية { بنطون} تربط الجزيرة بمدينة الكوة والطريق القومي وايضاً توجد معدية ام جر من الناحية الشمالية الغربية . ومن الغرب جسر ترابي (الردمية القديمة) ويوجد جسر من الناحية الشمالية الغربية (الردمية الجديدة).
تشير الدراسات والبحوث الأثرية إلى وجود مستوطنات ترجع إلى فترة العصر الحجري الحديث تمثلت في الانتشار الكثيف لقطع الفخار والأدوات الحجرية في جنوب الجزيرة كما وجدت مخلفات متعددة من الأواني الفخارية وأدوات الزينة مثل الخرز والعقود وغيرها، منطقة دبة جبارة الشهيرة بصيد الطيور والاسماك.

## النشاط الاقتصادي:

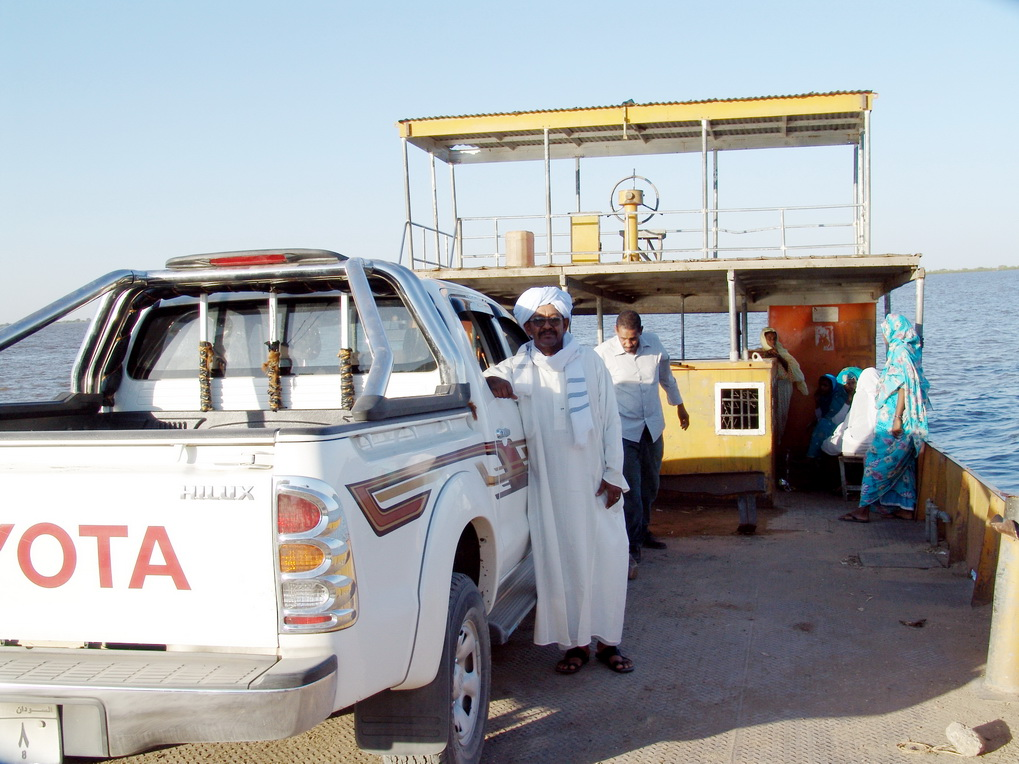
بنطون أم جر- الكوة

تمثل الزراعة الحرفة الرئيسية في جزيرة أم جر في مشروع الجزيرة ومشروع الطائف ومن أهم المحاصيل التي تزرع بالجزيرة الذرة والقمح، كما توجد العديد من أنواع الفواكه والخضروات كذلك يمارس سكان جزيرة أم جر حرفة الرعي وصيد الأسماك والتجارة.

## التعليم:
تعتبر جزيرة أم جر من أوائل المناطق في السودان التي اهتمت بالتعليم وبها أول مدرسة لمحو الأمية. أما التعليم الديني فهناك عدد محدود من الخلاوى في أم جر المدينة ومبروكة والدبيبة والكريدة وبعض القري .